# Bányász Emlékház (Dorog)

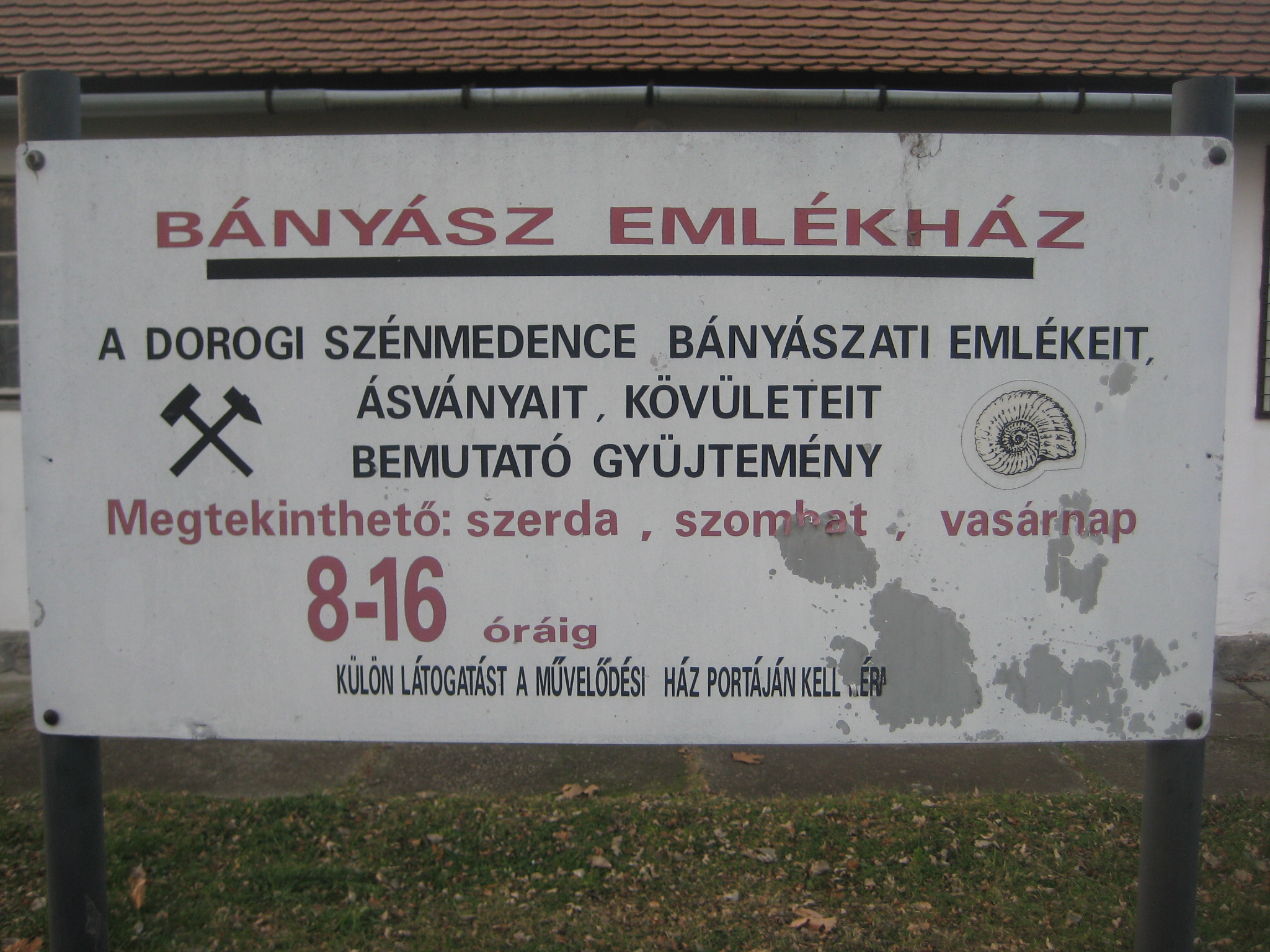
Információs tábla az emlékház előtt

A dorogi Bányász Emlékház az Újkolónia egyetlen megmaradt épülete az 1980-as években elbontott kolónia helyére épített Schmidt Sándor-lakótelepen. Nem messze tőle található a művelődési ház. 1983. szeptember 6. óta található meg benne a szénmedence szénbányászatának 200 éves évfordulójára elkészült jubileumi kiállítás. Három teremből áll, bennük régi fotókkal, kőzetekkel, különböző szerszámokkal, műszerekkel, bányamentési eszközökkel. Az egyik teremben Papp Béla ásványgyűjtő kiállítása is megtekinthető. Fő gondozója Solymár Judit, gépészmérnök.